# Дональд Анґус Камерон
До́нальд А́нґус Ка́мерон (англ. Donald Angus Cameron; 2 серпня 1946 — 20 жовтня 2023) — шотландський землевласник, 27-й вождь клану Камеронів з Лохіла (з 2004 року).

## Життєпис
Народився в родині сера Дональда Гаміша Камерона і леді Маргарет Доріс Камерон, уродженої Ґатгорн-Гарді.
Навчався в школі Герроу, згодом закінчив коледж Крайст Черч Оксфордського університету і здобув ступінь бакалавра.
У 1966—1968 роках був другим лейтенантом Королівських власних камеронських горян.
У 1984—1999 роках — директор «J. Henry Schroder Wagg» (згодом — «J. Henry Schroder & Co»).
У 1994—1997 роках — президент Гайлендського товариства Лондона. З 2002 року — мировий суддя Гайлендса. З 1986 року — заступник, а з 2002 року — лорд-лейтенант Інвернесса.
Мешкає в родинному замку Ахнакаррі.

## Родина
1 червня 1974 року Дональд Анґус Камерон одружився з леді Сесіл Неннелл Терезі Керр. У подружжя народилося четверо дітей: син — Дональд Ендрю Камерон і три доньки.